# Менчул
Менчу́л (інша назва Мунчел) (пол. Munczel (2002 m)) — гора в Українських Карпатах. Розташована в південно-східній частині масиву Чорногора, між горами Дземброня (на південному сході) і Бребенескул (на північному заході). Вершина гори розташована на межі Верховинського району Івано-Франківської області, південно-західні схили — в межах Закарпатської області.
Висота — 1998 м (2000 м). На північний схід від Менчула простягається хребет Розшибеник.
Найближчі населені пункти: Бистрець і Дземброня (Івано-Франківська область).
Назва гори походить із румунської мови (рум. munteul).
На північних схилах гори бере початок потік Кізя.

## Туристичні стежки
- — по червоному маркеру з г. Дземброня. Час ходьби по маршруту ~ 1 г, ↓ ~ 1 г.
- — по червоному маркеру з г. Бребенескул. Час ходьби по маршруту ~ 1 г, ↓ ~ 1 г.
- — по синьому маркеру з с. Говерла через КПП Карпатський БЗ, далі  — по жовтому маркеру через пол. Бребеняска і оз. Бребенескул, далі  — по червоному маркеру (траверс г. Бребенескул). Час ходьби по маршруту ~ 8 г, ↓ ~ 7 г.

## Фотографії

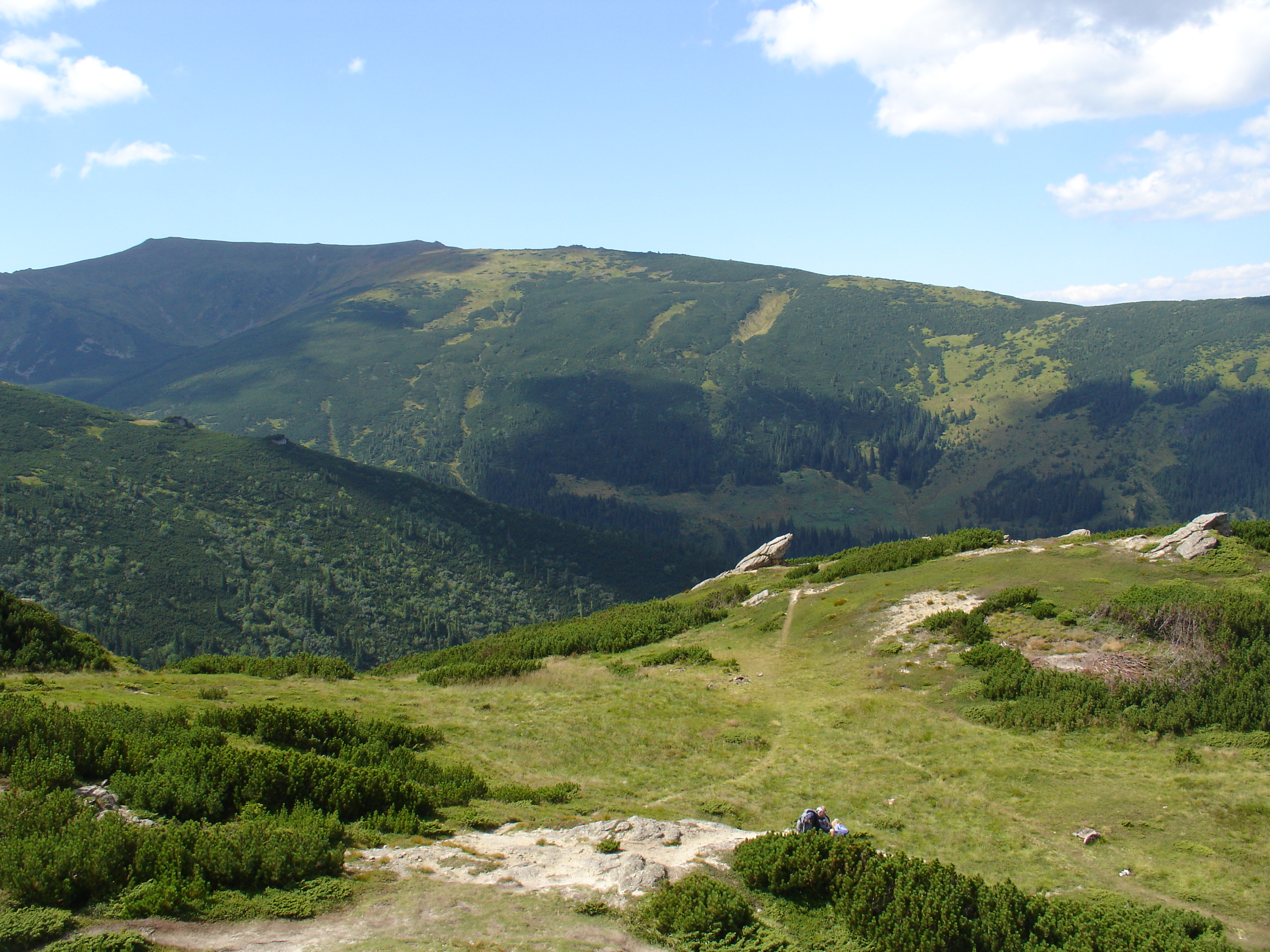
Вигляд на Менчул з південного сходу — вершина (вдалині зліва), хребет Степанець та полонина Чуфрова.
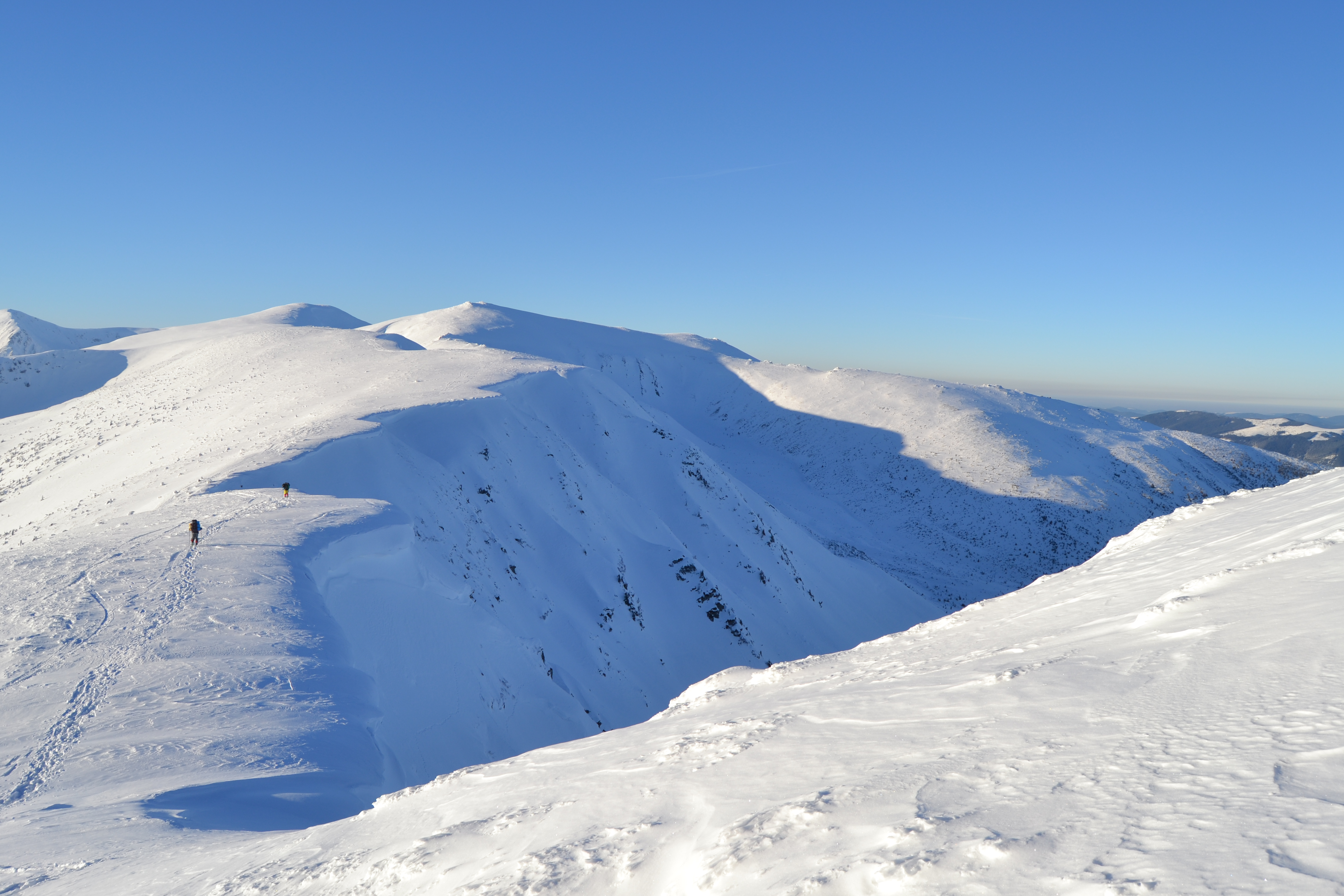
Мунчел взимку